# Breunings
Breunings ist ein Ortsteil in der Gemeinde Sinntal im osthessischen Main-Kinzig-Kreis.

## Geschichte

### Ortsgeschichte
Im Jahr 907 erhielt das Kloster Fulda Breunings durch Tausch vom Kloster Echternach und das Dorf wird dabei bekanntermaßen erstmals als locus (Ort) Pruninges erwähnt, in einer diese Transaktion bestätigenden Urkunde des Königs Ludwig IV. (das Kind). In späteren Urkunden wurde der Ort als Brimomges (um 950)
und Brunges (1374) erwähnt.
Breunings gehörte im Heiligen Römischen Reich zunächst zur Herrschaft Hanau, später zur Grafschaft Hanau und folgend zur Grafschaft Hanau-Münzenberg. Es war Teil des Gerichts Altengronau. Den Grafen von Hanau gelang es allerdings nicht, im Prozess der Territorialisierung das Gericht Altengronau vollständig in ihre Grafschaft einzubinden. 1493 als Wüstung und Bestandteil des Amtes Schwarzenfels bezeichnet, soll das Dorf kurz vor 1510 von Ulrich von Hutten wieder besiedelt worden sein. Er versuchte, es der Zuständigkeit des Amtes Schwarzenfels zu entziehen. Die Adelsfamilie derer von Hutten war die unmittelbare Obrigkeit des Dorfes. Eine eigene Kirche besaß das Dorf erst seit 1549. Sie war nach Sterbfritz eingepfarrt.
In der ersten Hälfte des 18. Jahrhunderts übersiedelten viele Bewohner nach Jossa.
Nach dem Tod des letzten Hanauer Grafen, Johann Reinhard III., erbten die Landgrafen von Hessen-Kassel die gesamte Grafschaft Hanau-Münzenberg. Sie schlugen Breunings dem Amt Schwarzenfels zu. Es gehörte so später zum Kurfürstentum Hessen und nach dessen Verwaltungsreform von 1821 zum Landkreis Schlüchtern.
Hessische Gebietsreform (1970–1977)
Die bis dahin selbstständige Gemeinde Breunings wurde zum 1. Dezember 1969 auf freiwilliger Basis ein Ortsteil von Sterbfritz, das selbst am 1. Juli 1974 im Zuge der Gebietsreform in Hessen zum Main-Kinzig-Kreis kam, seine Selbständigkeit verlor und kraft Landesgesetz in die 1972 gebildete Gemeinde  Sinntal eingegliedert wurde. Für Breunings wurde, wie für die übrigen Ortsteile von Sinntal, ein Ortsbezirk mit Ortsbeirat und Ortsvorsteher nach der Hessischen Gemeindeordnung gebildet.

### Verwaltungsgeschichte im Überblick
Die folgende Liste zeigt die Staaten und Verwaltungseinheiten, denen Breunings angehört(e):
- vor 1458: Heiliges Römisches Reich, Grafschaft Hanau
- ab 1458: Heiliges Römisches Reich, Grafschaft Hanau-Münzenberg, Amt Schwarzenfels
- ab 1643: Heiliges Römisches Reich, Landgrafschaft Hessen-Kassel (als Pfand), Grafschaft Hanau-Münzenberg, Amt Schwarzenfels
- ab 1803: Heiliges Römisches Reich, Landgrafschaft Hessen-Kassel, Fürstentum Hanau, Amt Schwarzenfels[Anm. 2]
- 1806–1810: Kaiserreich Frankreich,[Anm. 3] Fürstentum Hanau, Amt Schwarzenfels (Militärverwaltung)
- 1810–1813: Großherzogtum Frankfurt, Departement Hanau, Distrikt Schwarzenfels
- ab 1816: Kurfürstentum Hessen,[Anm. 4] Fürstentum Hanau, Amt Schwarzenfels[8]
- ab 1821: Kurfürstentum Hessen, Provinz Hanau, Kreis Schlüchtern[9][Anm. 5]
- ab 1848: Kurfürstentum Hessen, Bezirk Hanau
- ab 1851: Kurfürstentum Hessen, Provinz Hanau, Kreis Schlüchtern
- ab 1867: Königreich Preußen,[Anm. 6] Provinz Hessen-Nassau, Regierungsbezirk Kassel, Kreis Schlüchtern
- ab 1871: Deutsches Reich, Königreich Preußen, Provinz Hessen-Nassau, Regierungsbezirk Kassel, Kreis Schlüchtern
- ab 1918: Deutsches Reich (Weimarer Republik), Freistaat Preußen, Provinz Hessen-Nassau, Regierungsbezirk Kassel, Kreis Schlüchtern
- ab 1944: Deutsches Reich, Freistaat Preußen, Provinz Nassau, Landkreis Schlüchtern
- ab 1945: Amerikanische Besatzungszone,[Anm. 7] Groß-Hessen, Regierungsbezirk Wiesbaden, Landkreis Schlüchtern
- ab 1946: Amerikanische Besatzungszone, Hessen, Regierungsbezirk Wiesbaden, Landkreis Schlüchtern
- ab 1949: Bundesrepublik Deutschland, Hessen, Regierungsbezirk Wiesbaden, Landkreis Schlüchtern
- ab 1968: Bundesrepublik Deutschland, Hessen, Regierungsbezirk Darmstadt, Landkreis Schlüchtern
- ab 1969: Bundesrepublik Deutschland, Hessen, Regierungsbezirk Darmstadt, Landkreis Schlüchtern, Gemeinde Sinntal[Anm. 8]
- ab 1974: Bundesrepublik Deutschland, Hessen, Regierungsbezirk Darmstadt, Main-Kinzig-Kreis, Gemeinde Sinntal

## Bevölkerung

### Einwohnerstruktur 2011
Nach den Erhebungen des Zensus 2011 lebten am Stichtag dem 9. Mai 2011 in Breunings 285 Einwohner. Darunter waren 6 (2,1 %) Ausländer. Nach dem Lebensalter waren 51 Einwohner unter 18 Jahren, 114 zwischen 18 und 49, 72 zwischen 50 und 64 und 48 Einwohner waren älter. Die Einwohner lebten in 117 Haushalten. Davon waren 24 Singlehaushalte, 36 Paare ohne Kinder und 45 Paare mit Kindern, sowie 9 Alleinerziehende und keine Wohngemeinschaften. In 15 Haushalten lebten ausschließlich Senioren und in 81 Haushaltungen lebten keine Senioren.

### Einwohnerentwicklung
| Quelle: Historisches Ortslexikon |                             |
| • 1549:                          | 14 Haushaltungen            |
| • 1587:                          | 6 Schützen und 7 Spießer    |
| • 1812:                          | 34 Feuerstellen, 276 Seelen |

| Breunings: Einwohnerzahlen von 1812 bis 2020 | Breunings: Einwohnerzahlen von 1812 bis 2020 | Breunings: Einwohnerzahlen von 1812 bis 2020 | Breunings: Einwohnerzahlen von 1812 bis 2020 | Breunings: Einwohnerzahlen von 1812 bis 2020 |
| --- | -------------------------------------------- | -------------------------------------------- | -------------------------------------------- | -------------------------------------------- |
| Jahr |                                              |                                              |                                              | Einwohner                                    |
| 1812 | 1812                                         |                                              | 276                                          | 276                                          |
| 1834 | 1834                                         |                                              | 346                                          | 346                                          |
| 1840 | 1840                                         |                                              | 353                                          | 353                                          |
| 1846 | 1846                                         |                                              | 348                                          | 348                                          |
| 1852 | 1852                                         |                                              | 297                                          | 297                                          |
| 1858 | 1858                                         |                                              | 280                                          | 280                                          |
| 1864 | 1864                                         |                                              | 272                                          | 272                                          |
| 1871 | 1871                                         |                                              | 298                                          | 298                                          |
| 1875 | 1875                                         |                                              | 281                                          | 281                                          |
| 1885 | 1885                                         |                                              | 253                                          | 253                                          |
| 1895 | 1895                                         |                                              | 271                                          | 271                                          |
| 1905 | 1905                                         |                                              | 247                                          | 247                                          |
| 1910 | 1910                                         |                                              | 255                                          | 255                                          |
| 1925 | 1925                                         |                                              | 256                                          | 256                                          |
| 1939 | 1939                                         |                                              | 260                                          | 260                                          |
| 1946 | 1946                                         |                                              | 444                                          | 444                                          |
| 1950 | 1950                                         |                                              | 416                                          | 416                                          |
| 1956 | 1956                                         |                                              | 352                                          | 352                                          |
| 1961 | 1961                                         |                                              | 326                                          | 326                                          |
| 1967 | 1967                                         |                                              | 288                                          | 288                                          |
| 1970 | 1970                                         |                                              | 289                                          | 289                                          |
| 1978 | 1978                                         |                                              | 291                                          | 291                                          |
| 1990 | 1990                                         |                                              | 286                                          | 286                                          |
| 1995 | 1995                                         |                                              | 286                                          | 286                                          |
| 2000 | 2000                                         |                                              | 285                                          | 285                                          |
| 2005 | 2005                                         |                                              | 306                                          | 306                                          |
| 2007 | 2007                                         |                                              | 320                                          | 320                                          |
| 2010 | 2010                                         |                                              | 303                                          | 303                                          |
| 2011 | 2011                                         |                                              | 285                                          | 285                                          |
| 2015 | 2015                                         |                                              | 292                                          | 292                                          |
| 2020 | 2020                                         |                                              | 277                                          | 277                                          |
| Datenquelle: Historisches Gemeindeverzeichnis für Hessen: Die Bevölkerung der Gemeinden 1834 bis 1967. Wiesbaden: Hessisches Statistisches Landesamt, 1968. Weitere Quellen: LAGIS; nach 1970: Gemeinde Sinntal; Zensus 2011 |                                              |                                              |                                              |                                              |

### Historische  Religionszugehörigkeit
| • 1885: | 251 evangelische (= 99,21 %), 2 katholische (= 0,79 %) Einwohner  |
| • 1961: | 289 evangelische (= 88,65 %), 30 katholische (= 9,20 %) Einwohner |